# 廖永忠
廖永忠（1323年—1375年），巢州（今安徽巢湖）人。廖永安弟。明代开国將領。
廖永忠早年隨兄廖永安歸附朱元璋，与汤和共讨方国珍，平定浙东；后俘陈友定平定福建，与朱亮祖平定两广。明灭夏之战中，充南路军右副将军职。后因逾制被明太祖赐死。

## 生平

### 早年经历
廖永忠早年为人豪邁，胸怀大志，智勇過人。元末与兄廖永安在巢湖结寨自保。至正十五年（1355），隨兄廖永安歸附朱元璋，年纪最小。朱元璋问：“你也想富贵吗？”廖永忠答：“能为明主效力，扫除寇乱，垂名史册，正是我的愿望。”朱元璋听后称赞不已。廖永忠协助廖永安率水师渡江之后，攻取采石、太平，擒获陈埜先，击败蛮子海牙及陈兆先，攻克集慶。此后，攻克镇江、常州、池州，征讨江阴海盗。廖永安被俘后，襲職為樞密僉院，统领其军。率军进攻赵普胜江营栅栏，收复池州。陈友谅进犯龙江，廖永忠大声呼喊着突入敌阵，诸军紧随其后，大败陈军。随军征讨陈友谅，至安庆，克其水寨，于是攻克安庆。又随军进攻江州，江州城濒临长江，守备森严。廖永忠揣度城的高度后，在船尾造桥，取名天桥，然后驾船乘风倒行，使天桥与城相接，于是攻克江州。廖永忠晋升为中书省右丞。
至正二十三年（1363年），廖永忠随军攻下南昌，支援安丰，此后参加鄱阳湖之战，突围殊死作战。陈汉将领张定边直冲朱元璋坐船，常遇春将其射跑。廖永忠驾快船边追边射，张定边身中百余箭，汉兵死伤很多。第二天，廖永忠又与俞通海等驾着七艘满载芦荻的船，乘风纵火，焚烧了汉军楼船数百艘。又率六艘战船深入敌阵搏击，然后迅速绕出，汉军大惊，以为遇到了神兵。又在泾江口拦截陈友谅，陈友谅死后，廖永忠随军征讨陈理，分兵在四门设立栅栏，又在江中将船只连成长寨，断绝其出入之路，陈理只得投降。廖永忠回京后，朱元璋将写有“功超群将，智迈雄师”八字的漆牌赐给他，悬于家门外。
至正二十六年（1366年），韩林儿在滁州，朱元璋派廖永忠前去将他迎回应天，至瓜步时韩林儿船難溺斃，朱元璋认为是廖永忠的过错。不久，跟随徐达攻取淮东，张士诚派水师进逼海安，朱元璋命廖永忠回军水寨抵御，徐达于是攻克淮东诸郡。廖永忠又随军征伐张士诚，攻取德清，进克平江，被授为中书平章政事。廖永忠随即担任征南副将军，率水师由海路会合汤和，征讨并降服方国珍，进克福州。

### 洪武年间
洪武元年（1368年），兼任同知詹事院事。率军平定闽中诸郡，至延平，击败并俘捉陈友定。随即被授为征南将军，以朱亮祖为副将，由海路攻取广东。廖永忠事先写信给元左丞何真，对他晓以利害。何真马上奉书请降。廖永忠至东莞，何真率领属官出迎。至广州，降服卢左丞。擒获海寇邵宗愚，列举其残暴行径，然后将其斩首，广东百姓十分高兴。廖永忠又迅速传谕九真、日南、朱崖、儋耳三十余城，守官纷纷纳印请命。然后进取广西，至梧州，降服元达鲁花赤拜住，浔州、柳州诸路皆下。又派遣朱亮祖会合楊璟收复未下州郡。廖永忠引兵攻克南宁，降服象州。两广全部平定。廖永忠善于安抚，百姓念其恩德，为其立生祠。次年九月，廖永忠返回京城，明太祖命太子朱标率朝廷百官在龙江迎接慰劳。廖永忠入朝觐见，明太祖又命太子送他返回府宅。廖永忠再出任职，安抚泉州、漳州。洪武三年，随徐达北征，攻克察罕脑儿。回京后，大封功臣，明太祖对诸将说道：“廖永忠在鄱阳湖作战时，忘我抗敌，可谓奇男子。但却派与他要好的儒生窥探朕意，所以封爵时，只封侯而不封为公。”于是廖永忠被封为德庆侯，年禄一千五百石，并被授予世券。
第二年，廖永忠以征西副将军的身份随汤和率水师伐蜀。汤和驻守大溪口，廖永忠先行。到达旧夔府，击败守将邹兴等兵。进至瞿塘关，这里山峻水急，夏军铺设铁锁桥，横据关口，船不能前进。廖永忠密派数百人携带干粮水筒，抬着小船翻山渡关，到达上游。蜀山草木繁多，廖永忠下令将士都穿上青蓑衣，在崖石间鱼贯而行。估计已到，便率领精锐出墨叶渡，五更时分，兵分两路攻其水、陆寨。水师都以铁裹住船头，设置火器而前进。黎明时分，蜀人才发觉，派出全部精锐前来抵抗。但此时廖永忠已破其陆寨，会合抬船出江的将士，一并齐发，上下夹攻，大破蜀人，邹兴战死。廖永忠然后焚毁三桥，弄断横江铁索，擒获同佥蒋达等八十余人。飞天张、铁头张等都逃走，廖永忠于是进入夔府。第二天，汤和才到达，于是与汤和分道前进，相约于重庆会合。廖永忠率水师直捣重庆，驻扎铜锣峡。明升请降，廖永忠以汤和还未到为由推辞不受。等汤和到达后才接受投降，承旨抚慰。下令严禁侵扰百姓，一士兵拿了百姓七只茄子，立即斩首。又慰抚戴寿、向大亨等的家人，命其子弟携信前往成都招降。戴寿等已被傅友德所败，收到信后投降。蜀地全部平定。明太祖写成《平蜀文》表彰其功，其中有“傅一廖二”之语，对廖永忠奖赏甚厚。
第二年，廖永忠北征，至和林。洪武六年，督率水师出海追捕倭寇，随即回京。杨宪为丞相时，廖永忠与他关系密切。杨宪被杀，廖永忠因功大幸免。洪武八年（1375年）三月，因僭用畫有「龙凤」的衣物等，被認為逾越制度，被赐死，终年五十三岁。由於兄長廖永安死後無子，朝廷授永忠之子廖升為指揮僉事，永忠之孫廖鏞與其弟廖銘同為方孝儒之門人，方孝孺被殺後兩人將其遺骸葬於聚寶門外山上，隨後也因此連坐被誅。
嘉庆元年（1796年），廖永忠后裔将廖遗骸移葬在今广东清新区珠坑村，墓坐西向东，靠近滨江（又名池水），光绪二十年（1894年）时翻修。

## 延伸阅读
[在维基数据编辑]
 《國朝獻徵錄·卷之八》，出自焦竑《國朝獻徵錄》
 《明史卷一百二十九》，出自《明史》